# Holmî
Holmî (în ucraineană Холми) este o așezare de tip urban din raionul Koriukivka, regiunea Cernihiv, Ucraina. În afara localității principale, mai cuprinde și satele Cencîkî, Kuciuhurî și Oleșnea.

## Demografie
Componența lingvistică a așezării de tip urban Holmî
     Ucraineană (98,34%)
     Rusă (1,41%)
     Alte limbi (0,09%)
Conform recensământului din 2001, majoritatea populației așezării de tip urban Holmî era vorbitoare de ucraineană (98,34%), existând în minoritate și vorbitori de rusă (1,41%).